# 刘三猪
刘三猪（986年—11世纪），中國北宋太原人，北汉末代皇帝刘继元的儿子。
淳化二年（991年），刘继元临终前，遗奏以其子刘三猪托付宋太宗，当时刘三猪六岁。宋太宗赐名刘守节，授西京作坊副使，家居赐禄。刘守节后为崇仪使，改右屯卫将军；天禧四年（1020年），宋真宗特迁刘守节右武卫将军，改为右骁卫将军。